# Mario Party 7
 (avril 2009).
Si vous disposez d'ouvrages ou d'articles de référence ou si vous connaissez des sites web de qualité traitant du thème abordé ici, merci de compléter l'article en donnant les références utiles à sa vérifiabilité et en les liant à la section « Notes et références ».
 (novembre 2023).
Mario Party 7 (マリオパーティ 7, Mario Pāti Sebun) est un jeu vidéo de type party game développé par Hudson Soft et édité par Nintendo, sorti en 2005 sur GameCube. Il fait partie de la série Mario Party et est le dernier épisode à apparaître sur la GameCube.

## Univers

### Personnages
Douze personnages sont jouables dans le jeu, dont deux sont à débloquer : Mario, Luigi, Peach, Daisy, Yoshi, Wario, Waluigi, Boo, Toad, Toadette, Birdo et Skelerex. Ces deux derniers font leur première apparition dans la série.

### Plateaux
Mario Party 7 comporte six plateaux dont un à débloquer :
- Grand Canal : Plateau classique se déroulant à Venise en Italie où l'étoile est à 20 pièces. Sont représentés des canaux de Venise, un Colisée et la Tour de Pise.
- Pic Pagode : Plateau se déroulant sur une montagne asiatique. Il faut aller au sommet de la montagne pour acheter l'étoile. Chaque fois qu'un joueur en achète une son prix augmente de 10 pièces (pour aller maximum à 40). Sont représentés une section de la Muraille de Chine et des pagodes traditionnelles.
- Parc Sec Sec : Plateau se déroulant dans un désert égyptien. Chaque joueur possède 5 étoiles et doit en voler aux autres à l'aide du Chain Chomp. Sont représentés des Pyramides d'Égypte, des statues du Sphinx de Gizeh et des Temples d'Abou Simbel.
- Flash Vegas : Plateau inspiré par les États-Unis. Il y a 3 coffres: un contient l'étoile, un autre 20 pièces et le dernier un Bob-Omb qui vous éjecte au début du plateau. Il faut 10 pièces pour ouvrir un coffre. Lorsqu'un joueur a trouvé l'étoile, les coffres changent de place. Sont représentés le Far-West, des buildings et la statue de la Liberté, ainsi qu'un terrain de baseball et une fusée.
- Moulinville : Plateau se déroulant dans une plaine néerlandaise. Il y a 7 moulins : quatre contiennent 1 étoile, deux 2 étoiles et un autre 3 étoiles. Le but est d'avoir le plus d'étoiles en devenant propriétaire du moulin en y mettant le plus de pièces possible. Si quelqu'un met plus de pièces que le précédent il devient propriétaire. Sont représentés des moulins et des champs de tulipes.
- Les Iles Infernales de Bowser : C'est le seul plateau déblocable du jeu. Il se déroule dans un volcan, et est thématisé sur Bowser. Le système d'obtention d'étoiles est le même que dans Grand Canal.

## Système de jeu

### Généralités
Le jeu reprend le concept de la série : plusieurs joueurs s'affrontent dans un plateau et dans des mini-jeux. Le ou les gagnants sont celui ou ceux qui auront le plus d’étoiles. 88 mini-jeux sont ici disponibles et il est possible de jouer jusqu'à 8 joueurs, en 4 équipes de 2. Le microphone de Mario Party 6 est utilisable pour une dizaine de mini-jeux.
Les plateaux sont inspirés de régions touristiques : l'Italie, la Chine, les États-Unis, les Pays-Bas et l'Égypte. Ils ont des règles différentes. Sur le plateau "Pic Pagode", les joueurs doivent monter au sommet de la montagne pour acheter l'étoile dont le prix augmente à mesure du jeu. Sur le plateau "Moulinville", les joueurs doivent s'emparer des moulins des autres pour en gagner. Dans le plateau "Parc Sec Sec", le joueur peut chevaucher des Chain Chomp pour voler les étoiles de ses rivaux,et le plateau "Flash Vegas" fait référence au casino. 
Avec les capsules (objets) déjà apparues dans Mario Party 6, il y a aussi des capsules spéciales pour chaque duo de personnages : Mario et Luigi peuvent avoir une capsule où sont renfermées des boules feu qui peuvent voler des pièces aux autres joueurs s'il en ont, Peach et Daisy peuvent avoir une capsule où est renfermée une fleur leur permettant d'avoir 3 pièces pendant qu'elles se déplacent, etc.

### Modes 8 joueurs
La principale nouveauté de Mario Party 7 est la présence de modes se jouant à 8 joueurs. Chaque manette doit alors être tenue par 2 joueurs: l'un utilise le stick directionnel et la gâchette L tandis que l'autre utilise le stick C et la gâchette R.
Quelques modes sont destinés à 8 joueurs :
- Croisière Party : c'est le mode avec les plateaux. On a alors 4 équipes de 2. Lorsqu'on frappe le dé, si les 2 joueurs de chaque duo sont contrôlés par des humains, la règle du chef d'équipe est instaurée, c'est-à-dire qu'il y a un seul des 2 joueurs qui décide quel chemin prendre, quelle capsule acheter et c'est lui qui joue aux mini-jeux qui ne sont pas 8 joueurs. Le chef d'équipe change chaque tour. Si dans le duo un seul joueur est humain, il est tout le temps le chef d'équipe. Pour les mini-jeux comme on l'a dit le chef d'équipe joue aux mini-jeux qui ne sont pas 8 joueurs. Tous les participants peuvent par contre jouer aux mini-jeux 8 joueurs au nombre de 12. La victoire à l'un de ces mini-jeux rapporte 20 pièces à l'équipe gagnante.
- Croisière Deluxe : ce mode implique de jouer librement aux 12 mini-jeux dédiés à 8 joueurs ou bien participer à un jeu auquel il faut remporter un certain nombre d'épreuves pour gagner.